# 2000년 하계 올림픽 가이아나 선수단
가이아나는 2000년 9월 15일부터 10월 1일까지 오스트레일리아 시드니에서 열린 제27회 하계 올림픽에 참가했다.

## 종목별 참가 선수 및 메달 집계
| 종목 | 참가 선수 | 1 | 2 | 3 | 합계 |
| 육상 | 4         |   |   |   | 0    |

## 육상

### 남자
| 선수          | 세부 종목      | 1차 예선 | 1차 예선 | 2차 예선  | 2차 예선  | 준결선    | 준결선    | 결선      | 결선      |
| 선수          | 세부 종목      | 기록     | 순위     | 기록      | 순위      | 기록      | 순위      | 기록      | 최종 순위 |
| 이안 로베르츠 | 남자 800m      | 01:52.32 | 5        | 경기 없음 | 경기 없음 | 경기 없음 | 경기 없음 | 진출 못함 | 53        |
| 차를레스 알렌 | 남자 허들 110m | 14.21    | 4조 7위  | 진출 못함 | 진출 못함 | 진출 못함 | 진출 못함 | 진출 못함 | 35        |
| 파울 투츠케르 | 허들 400m      | 7조 6위  | 50.92    | 경기 없음 | 경기 없음 | 진출 못함 | 진출 못함 | 진출 못함 | 36        |

### 여자
| 선수          | 세부 종목 | 1차 예선 | 1차 예선 | 2차 예선 | 2차 예선 | 준결선    | 준결선    | 결선      | 결선      |
| 선수          | 세부 종목 | 기록     | 순위     | 기록     | 순위     | 기록      | 순위      | 기록      | 최종 순위 |
| 알리안 폼페이 | 여자 400m | 53.09    | 8조 5위  | 53.42    | 1조 8위  | 진출 못함 | 진출 못함 | 진출 못함 | 31        |